# TK-208 Dmitrij Donskoj
TK-208 Dmitrij Donskoj är en rysk ubåt av Projekt 941 'Akula', som sjösattes 1980 och kom i tjänst i den sovjetiska norra flottan 1981. Den 6 februari 2023 meddelades att TK-208 Dmitrij Donskoj, som den sista ubåten i Akula-klassen tagits ur tjänst. 

## Historik
Utvecklingen av Projekt 941 startades 1972 och den 19 december 1973 gav den sovjetiska staten klartecken för att börja konstruera den första ubåten. Konstruktionsbolaget var Rubin som var placerat i Leningrad. Den första ubåten ur Typhoon-klassen sjösattes 1980 och efter mycket tester kom hon i tjänst hos den norra flottan i december 1981 och fick beteckningen TK-208 Dmitrij Donskoj Ubåten var ursprungligen bestyckad med 20 stycken ballistiska robotar av typen R-39 (SS-N-20 Sturgeon) men har sedan december 2003 fungerat som testplattform åt det nya robotsystemet R-30 Bulava.
Dmitrij Donskoj är baserad i Severodvinsk i nordvästra Ryssland.

## I Östersjön
Sommaren 2017 gick Dmitrij Donskoj in i Östersjön för att delta i en militärparad utanför S:t Petersburg. Ubåten ingår inte längre i stridande förband och det är inte troligt att hon har kärnvapen ombord.

## Annat
Typhoon-ubåtarna är också kända fōr sin roll i den amerikanska filmen Jakten på Röd Oktober (1990) med bland andra Sean Connery och Stellan Skarsgård i rollerna.